# Peter Espevoll
Peter Espevoll, né 2 octobre 1979 à Bærum, est un chanteur norvégien qui, en 1993, a fondé le groupe Extol, auquel il est le plus souvent associé.

## Parcours
Peter Espevoll est le fils d'une famille de missionnaires et passe beaucoup de temps au Kenya, en Afrique. Là, lui et son frère Christer Espevoll développent une affinité pour la musique plus lourde, Peter citant Jérusalem comme sa première interaction avec le genre. Plus tard, des groupes tels que Barren Cross, Stryper, Vengeance Rising, Deliverance, Tourniquet et Living Sacrifice auront une influence sur sa vie.
Espevoll commence sa carrière musicale après que son frère Christer Espevoll et son cousin David Husvik aient fondé Extol en 1993. Le groupe connait plusieurs changements de composition, Husvik et Espevoll étant les deux seuls membres constants. Christer quitte plus tard le groupe avec le guitariste de longue date Ole Børud, qui reviendra plus tard. Le groupe se sépare en 2007, en raison de problèmes personnels. Pendant son séjour chez Extol, il forme avec son cousin, Tor Magne Glidje, John Robert Mjlånd et Ole Halvard Sveen, tous les membres du groupe Extol, Lengsel et Mantric, un projet parallèle appelé Ganglion. Ganglion sort deux EP, dont un au format 7 pouces. Le projet devient inactif, tout comme Extol. Espevoll déclare que le groupe a pris fin en raison de problèmes personnels ; selon Espevoll  c'était afin de pouvoir passer du temps avec sa famille.
Extol se réforme en 2012 avec la gamme d'Espevoll, Husvik et Børud. Espevoll déclare alors que la principale raison de la reformation du groupe était « de faire la meilleure musique possible ». Pendant la pause du groupe, Espevoll avait passé quelque temps dans un établissement psychiatrique, en raison de problèmes de stress et d'anxiété,. Le groupe sort son cinquième album éponyme en 2013. Le frère d'Espevoll et fondateur d'Extol, Christer Espevoll, est censé enregistrer sur l'album, mais ne peut finalement pas s'y produire. En 2014, le groupe fait une pause après avoir donné quelques concerts avec Ole Vistnes (Shining, Tristana) et Marcus B. (Inevitable End, Miseration). Pendant la pause d'Extol, Espevoll quitte le groupe en raison d'autres engagements, laissant Husvik et Borud comme seuls membres.
Fin 2020, Espevoll crée un nouveau projet aux côtés du cinéaste et musicien Åsmund Janøy, appelé Hrada. Le nom dérive d’un ancien mot norvégien signifiant « créer ». Le 30 avril 2021, Hrada signe avec Mythic Panda Productions comme première signature. Le 17 juin 2021, le groupe sort son premier single « Gospel Oak ».

## Vie privée
Espevoll est marié et a deux enfants.

## Discographie

### Extol

#### Albums studio
- 1998 : Burial
- 2000 : Undeceived
- 2003 : Synergy
- 2005 : The Blueprint Dives
- 2013 : Extol

#### EP
- 1999 : Mesmerized
- 2001 : Paralysis

#### Compilations
- 1996 : Northern Lights / Norwegian Metal Compilation (Rowe Productions 012)

#### Vidéos
- 2015 : Of Light and Shade

### Ganglion
- 2002 : Ganglion (7")
- 2003 : Stripped

### Hrada
- 2023 : Mirrorland